# Zero hidrográfico
Zero hidrográfico é o nível de referência para a altura da maré em certo lugar, em certo momento.